# Strathcona Fiord
Strathcona Fiord är en fjord i Kanada.   Den ligger i territoriet Nunavut, i den nordöstra delen av landet, 3 700 km norr om huvudstaden Ottawa.
Trakten runt Strathcona Fiord består i huvudsak av gräsmarker. Trakten runt Strathcona Fiord är nära nog obefolkad, med mindre än två invånare per kvadratkilometer.